# Ясмін Камачо-Квінн
Ясмін Камачо-Квінн (21 серпня 1996 , Чарлстон, Південна Кароліна ) — пуерториканська легкоатлетка, що спеціалізується на бігу з бар'єрами, олімпійська чемпіонка 2020 року.

## Кар'єра
| Рік                     | Змагання                | Місце проведення         | Місце                   | Дисципліна              | Результат               | Примітки                |
| Представник Пуерто-Рико | Представник Пуерто-Рико | Представник Пуерто-Рико  | Представник Пуерто-Рико | Представник Пуерто-Рико | Представник Пуерто-Рико | Представник Пуерто-Рико |
| ----------------------- | ----------------------- | ------------------------ | ----------------------- | ----------------------- | ----------------------- | ----------------------- |
| 2016                    | Олімпійські ігри        | Ріо-де-Жанейро, Бразилія | 3 (з.)                  | 100 метрів з бар'єрами  | 12.70                   | [ 3 ]                   |
| 2021                    | Олімпійські ігри        | Токіо, Японія            | 1                       | 100 метрів з бар'єрами  | 12.37                   |                         |
| 2022                    | Чемпіонат світу         | Юджин, США               | 3                       | 100 метрів з бар'єрами  | 12.23                   |                         |